# Didier Aguerre
Pour les articles homonymes, voir Aguerre.
Didier Aguerre est un membre de l'organisation Euskadi ta Askatasuna (ETA).

## Biographie
Il commence sa vie militante dans l'organisation juvénile Gasteriak, l'homologue français de l'ex Jarai, dont la fusion en avril 2000 donne Haika puis Segi. À la suite d'un jet de cocktail Molotov contre les commissariats de Irissarry et Saint-Pée-sur-Nivelle, il est arrêté pour la première fois en février 1997 et rapidement laissé en liberté provisoire. Il est en fait condamné le 28 février à trois ans de prison par contumace, car il a décidé de basculer dans la clandestinité.
Le 8 janvier 2001 la police le soupçonne du vol de 1,6 tonne de dynamite dans un dépôt de Grenoble pour le compte d'ETA. Le 23 septembre il est arrêté sur une autoroute de la Loire, alors qu'il revient de la station de ski fermée de La Toussuire, en compagnie d'Alberto Maria Ilundai Iriarte, alias Mollejas. Il y aura passé quelques semaines dans un chalet loué sous un faux nom, soupçonné par les policiers de procéder à des repérages sur les entrepôts de stockage d'explosifs utilisés pour le déclenchement des avalanches. On trouve sur lui des faux papiers et trois armes à feu.

### Sources et bibliographie
- (fr) Jean Chalvidant, ETA : L'enquête, éd. Cheminements, coll. « Part de Vérité », octobre 2003, 426 p. (ISBN 978-2-84478-229-8)
- (es) José María Benegas, Diccionario de Terrorismo, Madrid, Espasa Calpe, coll. « Diccionario Espasa », novembre 2004, 920 p. (ISBN 978-84-670-1609-3)
- (fr) Jacques Massey, ETA : Histoire secrète d'une guerre de cent ans, Paris, Flammarion, coll. « EnQuête », février 2010, 386 p. (ISBN 978-2-08-120845-2)